# Allemagne au Concours Eurovision de la chanson 1983
L’Allemagne de l'Ouest a participé au Concours Eurovision de la chanson  le 23 avril à Munich, en Allemagne. C'est la 28e participation allemande au Concours Eurovision de la chanson.
L'Allemagne reçoit le Concours Eurovision à la suite de sa victoire en 1982 avec Ein bißchen Frieden interprétée par Nicole.
Le pays est représenté par la chanson Rücksicht, interprété par le duo de chanteurs Hoffmann et Hoffmann, sélectionnées par la BR à travers la finale nationale Ein Lied für München.

## Sélection

### Ein Lied für München
Le radiodiffuseur allemand Bayerischer Rundfunk (BR, « Radiodiffusion de la Bavière »), organise la finale nationale intitulée Ein Lied für München (« Une chanson pour La Haye ») pour représenter l'Allemagne au Concours Eurovision de la chanson 1983.
Un jury composé de treize professionnels de l'industrie du divertissement sélectionne les 24 demi-finalistes parmi 735 candidatures, parmi lesquelles les auditeurs de la radio choisiront les 12 finalistes. Après la décision préliminaire, qui a lieu cette année cinq semaines avant le concours Eurovision de la chanson, 500 auditeurs de radio et téléspectateurs représentatifs sont interrogés par téléphone après que les douze titres et sont examinés par l'institut d'enquête d'opinion Infratest. Lors de la diffusion, ils doivent noter les douze titres sur la base d'une échelle de points donnée,.

#### Finale
| Ordre de passage | Artiste                   | Chanson                          | Auteurs-compositeurs                              | Votes | Place |
| ---------------- | ------------------------- | -------------------------------- | ------------------------------------------------- | ----- | ----- |
| 1                | Holger Thomas             | Mein Hit heißt Susi Schmidt      | Jean Frankfurter, Robert Jung                     | 2609  | 10    |
| 2                | Veronika Fischer          | Unendlich weit                   | Achim Oppermann, Christoph Busse                  | 2523  | 11    |
| 3                | Hoffmann & Hoffmann       | Rücksicht                        | Michael Reinecke, Volker Lechtenbrink             | 4251  | 1     |
| 4                | Angela Branca             | Warum hältst Du mich nicht fest? | Alexander Gordan, Konrad Wolf                     | 3222  | 8     |
| 5                | Bernd Clüver              | Mit 17                           | Dieter Bohlen, 1983René Marcardt                  | 3933  | 3     |
| 6                | Ingrid Peters & July Paul | Viva la Mamma                    | Michael Hofmann, Werner Schüler                   | 3983  | 2     |
| 7                | Peter Rubin               | Wie ein Mann                     | Günther-Eric Thöner, Peter Rubin, Barbara Wittner | 3427  | 6     |
| 8                | Wencke Myhre & Sohn Dani  | Wir beide gegen den Wind         | Achim Oppermann, Christoph Busse                  | 3752  | 5     |
| 9                | Harry Belten              | Angelo                           | Michael Zai, Theo Werdin                          | 2111  | 12    |
| 10               | Leinemann                 | Ich reiß' alle Mauern ein        | Hansi Goldfuß, Gerd Thumser                       | 3314  | 7     |
| 11               | Mara                      | Sternenland                      | Joachim Heider, Norbert Hammerschmidt             | 2987  | 9     |
| 12               | Costa Cordalis            | Ich mag Dich                     | Costa Cordalis, Jean Frankfurter                  | 3902  | 4     |

## À l'Eurovision
Lors du concours, la chanson passe en quatorzième position. Dieter Reith dirige l'orchestre. La chanson finit cinquième du concours sur vingt participants avec 94 points.

### Points attribués par l'Allemagne
| 12 points | Suède       |
| 10 points | Israël      |
| 8 points  | Luxembourg  |
| 7 points  | Finlande    |
| 6 points  | Yougoslavie |
| 5 points  | Chypre      |
| 4 points  | France      |
| 3 points  | Royaume-Uni |
| 2 points  | Pays-Bas    |
| 1 point   | Norvège     |

### Points attribués à l'Allemagne
| 12 points    | 10 points                     | 8 points           | 7 points                 | 6 points |
| ------------ | ----------------------------- | ------------------ | ------------------------ | -------- |
| - Luxembourg | - France - Pays-Bas - Norvège | - Portugal - Suède | - Autriche - Royaume-Uni |          |
| 5 points     | 4 points                      | 3 points           | 2 points                 | 1 point  |
|              | - Finlande                    | - Danemark         | - Suisse                 | - Grèce  |